# La morte felice
La morte felice è il primo romanzo di Albert Camus, scritto fra il 1936 e il 1938 - lo stesso periodo nel quale fu impegnato nella stesura di L'Envers et l'Endroit e di Noces - rimasto inedito fino alla sua morte, benché largamente terminato. Il libro fu pubblicato postumo il 4 aprile 1971 da Gallimard. Camus abbandonerà la scrittura del testo per consacrarsi alla redazione del romanzo Lo straniero, del quale condivide la similarità del nome dei due protagonisti.

## Trama
(Zagreus a Patrice Mersault)
La trama è quella di un povero impiegato, Patrice Mersault, che incontra un vecchio colto e infermo, Zagreus. Patrice lavora in un ufficio portuale, conduce una vita normale e ama la solitudine. Non si è mai innamorato, ma ha avuto varie relazioni amorose; egli brama la felicità, intesa come realizzazione di un desiderio interiore di libertà, conoscenza e autodecisione. Zagreus gli indicherà la direzione da seguire: per essere felici occorre il tempo, il quale si compra coi soldi. Egli offre a Mersault il metodo per raggiungere la felicità: ucciderlo per porre fine alle sue prolungate sofferenze. Nella teoria formulata da Zagreus, il cammino della felicità inizia quindi dalla morte di un infermo, preludio di una morte felice. 
Patrice partirà poi in viaggio, visitando Praga e Genova, prima di ritornare ad Algeri. Condividerà del tempo con tre amiche e si sposerà infine con Lucienne, che non ama, ma predilige come compagna, avvertendo un'incessante irrequietezza del proprio spirito. Trova la felicità in una casa sul mare, immerso nella tanto spasimata solitudine. Dopo un breve periodo, a scombinare la vita di Patrice sarà però la malattia, a cui reagirà inizialmente con rabbia, perché considerata un male che stordisce l'uomo nel momento più intenso della vita. Sarà però l'incontro con la morte, la preparazione a questo evento, a dargli modo di rileggere la propria esistenza. Rifiutando una «morte non vissuta», confida all'amico medico di voler morire sveglio «vedendoci chiaro», non dormendo. Patrice accetta la morte dignitosamente poiché possiede la certezza di aver saputo vivere felice, seppur brevemente, conservando la propria coscienza. Si avvera così la morte felice, ovvero la fine della vita felice di Patrice Mersault.

## Paragone con loStraniero
(Jean Sarocchi)
Con queste parole il filosofo Jean Sarocchi riassume la natura del primo romanzo di Camus. Per altri intellettuali, tra cui Giovanni Bogliolo, questa visione risulta riduttiva poiché soffoca l'indipendenza del libro. Tuttavia, malgrado la differenza seppur sottile dei temi, le somiglianze e le analogie sono numerose e piuttosto importanti. Entrambi i protagonisti si chiamano Mersault, ma non sono la stessa persona. Il primo, quello della Morte felice, è alla ricerca della felicità nella morte; il secondo, quello dello Straniero, è indifferente, è estraneo al mondo e a se stesso. Inoltre è curioso notare che il primo romanzo è scritto in terza persona, mentre il secondo in prima, malgrado il sentimento di estraneità. 
La morte è un tema centrale in entrambi i romanzi. I due Mersault sono accomunati, tra le altre cose, dall'omicidio di un altro uomo. Tuttavia quello compiuto da Patrice Mersault è un omicidio voluto dalla stessa vittima, dunque si può parlare di una sorta di suicidio assistito. Il secondo, invece, compiuto da Mersault, è un omicidio compiuto contro un uomo arabo senza alcun motivo. 
Un altro tema è l'amore, ma è un amore all'apparenza bizzarro poiché non è sentito, non c'è sentimento. Infatti nessuno dei due Mersault ama la propria compagna. Patrice non ama davvero Lucienne, e Mersault addirittura, quando Marie le chiede di sposarlo, risponde «Non importa».
Queste sopra citate sono le due più importanti analogie, ma in verità ce ne sono molte altre seppur di minore importanza. Si pensi alla malattia, il caldo asfissiante delle città algerine, il mare e i bagni, il grasso e goffo Céleste, gli amici, le sigarette ecc... L'unico modo per scoprirle tutte è leggere entrambi i romanzi. 

## Edizioni
- La morte felice, presentazione e cura di Jean Sarocchi, Collana Inediti di Camus n.1, Milano, Rizzoli, 1971,  p. 171.
- La morte felice, a cura di Jean Sarocchi, introduzione e traduzione di Giovanni Bogliolo, Collana BUR, Milano, Rizzoli, 1975,  p. 186.